# 日米大学野球選手権大会
日米大学野球選手権大会（にちべいだいがくやきゅうせんしゅけんたいかい、英: USA VS Japan Collegiate All-Star Series）は、毎年6月下旬から7月上旬に開催される大学野球の日米対抗戦である。以前は毎年開催されていた。

## 概要
第1回は1972年7月8日、日本学生野球協会、朝日新聞社の主催で開催。神宮球場で行われた第一試合では、来賓として出席した皇太子が始球式を行った。日程は7戦制（勝ち越しても7試合完全に行う）で行われ、5勝2敗で日本チームが総合優勝。それ以後は日本とアメリカのホーム・アンド・アウェー方式（開催年度による）を基本として行い、2007年の第36回大会まで、日本が15回、アメリカは21回の総合優勝を飾っている。日本はアメリカ主催の大会で一度も優勝したことが無かったが、第36回大会で初めて優勝した。
日本チームの構成メンバーは6月に開かれる全日本大学野球選手権大会の優秀選手や出場選手を中心に編成される。また全日本選手権大会に未出場チームの選手を対象にしたセレクションも行われ、若干名がその結果で選ばれる。
1990年代から2000年代初めには、開催球場の地元リーグ選出枠が設けられており各地3名程が選出されていた。
アメリカチームの構成メンバーはUSAベースボール（全米アマチュア野球連盟）により選手が編成される。

## 回次ごとの代表チーム及び戦績
| 年度 | 回次        | 開催地 | 優勝 | 成績      | 最高殊勲選手             | 日本代表 | 米国代表 |
| ---- | ----------- | ------ | ---- | --------- | ------------------------ | -------- | -------- |
| 1972 | 第1回       | 日本   | 日本 | 5勝2敗    | 山口高志                 | 詳細     | 詳細     |
| 1973 | 第2回       | 米国   | 米国 | 5勝2敗    | ロイ・スモーリー         | 詳細     | 詳細     |
| 1974 | 第3回       | 日本   | 米国 | 4勝3敗    | ハイジンガー             | 詳細     | 詳細     |
| 1975 | 第4回       | 米国   | 米国 | 5勝2敗    | ピート・レッドファーン   | 詳細     | 詳細     |
| 1976 | 第5回       | 日本   | 米国 | 5勝2敗    | バワーズ                 | 詳細     | 詳細     |
| 1977 | 第6回       | 米国   | 米国 | 5勝2敗    | デレク・タツノ           | 詳細     | 詳細     |
| 1978 | 第7回       | 日本   | 日本 | 4勝3敗    | 松沼雅之                 | 詳細     | 詳細     |
| 1979 | 第8回       | 日本   | 米国 | 4勝3敗    | ボン・ヘイズ             | 詳細     | 詳細     |
| 1980 | 第9回       | 米国   | 米国 | 6勝1敗    | アッシュマン             | 詳細     | 詳細     |
| 1981 | 第10回      | 日本   | 日本 | 4勝3敗    | 松井智幸                 | 詳細     | 詳細     |
| 1982 | 第11回      | 米国   | 米国 | 5勝2敗    | ミューカ                 | 詳細     | 詳細     |
| 1983 | 第12回      | 日本   | 日本 | 4勝3敗    | 竹田光訓                 | 詳細     | 詳細     |
| 1984 | 第13回      | 米国   | 米国 | 6勝1敗    | 竹田光訓                 | 詳細     | 詳細     |
| 1985 | 第14回      | 日本   | 日本 | 4勝3敗    | 園川一美                 | 詳細     | 詳細     |
| 1986 | 第15回      | 米国   | 米国 | 4勝1敗    | アザール                 | 詳細     | 詳細     |
| 1987 | 第16回      | 米国   | 米国 | 3勝1敗    | 該当者なし               | 詳細     | 詳細     |
| 1988 | 第17回      | 日本   | 日本 | 3勝2敗    | 葛西稔                   | 詳細     | 詳細     |
| 1989 | 第18回      | 米国   | 米国 | 4勝2敗    | ボビー・マガヤネス       | 詳細     | 詳細     |
| 1990 | 第19回      | 日本   | 日本 | 4勝1敗    | 小池秀郎                 | 詳細     | 詳細     |
| 1991 | 第20回      | 日本   | 日本 | 3勝2敗    | 伊藤博康                 | 詳細     | 詳細     |
| 1992 | 第21回      | 米国   | 米国 | 4勝1敗    | ダレン・ドライフォート   | 詳細     | 詳細     |
| 1993 | 第22回      | 米国   | 米国 | 3勝2敗    | トッド・ヘルトン         | 詳細     | 詳細     |
| 1994 | 第23回      | 日本   | 日本 | 3勝2敗    | 山内泰幸                 | 詳細     | 詳細     |
| 1995 | 第24回      | 米国   | 米国 | 3勝2敗    | ウォーレン・モリス       | 詳細     | 詳細     |
| 1996 | 第25回      | 米国   | 米国 | 5勝0敗    | 試合毎に表彰             | 詳細     | 詳細     |
| 1997 | 第26回      | 日本   | 日本 | 4勝1敗    | 高須洋介                 | 詳細     | 詳細     |
| 1998 | 第27回      | 米国   | 米国 | 3勝1敗    |                          | 詳細     | 詳細     |
| 1999 | 第28回      | 日本   | 日本 | 5勝0敗    | 四之宮洋介               | 詳細     | 詳細     |
| 2000 | 第29回      | 米国   | 米国 | 3勝2敗    | レニー・ディナルド       | 詳細     | 詳細     |
| 2001 | 第30回      | 日本   | 日本 | 3勝2敗    | 久保裕也                 | 詳細     | 詳細     |
| 2002 | 第31回      | 米国   | 米国 | 3勝2敗    | ブラッド・サリバン       | 詳細     | 詳細     |
| 2003 | 第32回      | 米国   | 米国 | 5勝0敗    | ヒューストン・ストリート | 詳細     | 詳細     |
| 2004 | 第33回      | 日本   | 日本 | 5勝0敗    | 大松尚逸                 | 詳細     | 詳細     |
| 2005 | 第34回      | 日本   | 日本 | 3勝1敗    | 武内晋一                 | 詳細     | 詳細     |
| 2006 | 第35回      | 米国   | 米国 | 3勝1敗1分 |                          | 詳細     | 詳細     |
| 2007 | 第36回      | 米国   | 日本 | 3勝2敗    | 村松伸哉                 | 詳細     | 詳細     |
| 2009 | 第37回      | 日本   | 日本 | 3勝2敗    | 中原恵司                 | 詳細     | 詳細     |
| 2011 | 第38回      | 米国   | 米国 | 3勝1敗1分 |                          | 詳細     | 詳細     |
| 2013 | 第39回 詳細 | 日本   | 日本 | 3勝2敗    | 関谷亮太                 | 詳細     | 詳細     |
| 2016 | 第40回 詳細 | 日本   | 日本 | 3勝2敗    | 柳裕也                   | 詳細     | 詳細     |
| 2017 | 第41回      | 米国   | 米国 | 3勝2敗    | アンドリュー・ボーン     | 詳細     | 詳細     |
| 2018 | 第42回      | 米国   | 米国 | 3勝2敗    |                          | 詳細     | 詳細     |
| 2019 | 第43回      | 日本   | 日本 | 3勝2敗    | 森下暢仁                 | 詳細     | 詳細     |
| 2023 | 第44回      | 米国   | 日本 | 3勝2敗    | 下村海翔                 | 詳細     | 詳細     |
| 2025 | 第45回      | 日本   | 日本 | 5勝0敗    | 松下歩叶                 | 詳細     | 詳細     |

通算成績は日本109勝、米国130勝、2分。

## 主な出来事
- 1972年（第1回）第2戦、東門明（早大）の頭部に送球が当たり脳挫傷のために死亡する事故が発生した[2]。